# Dorfkirche Rossow

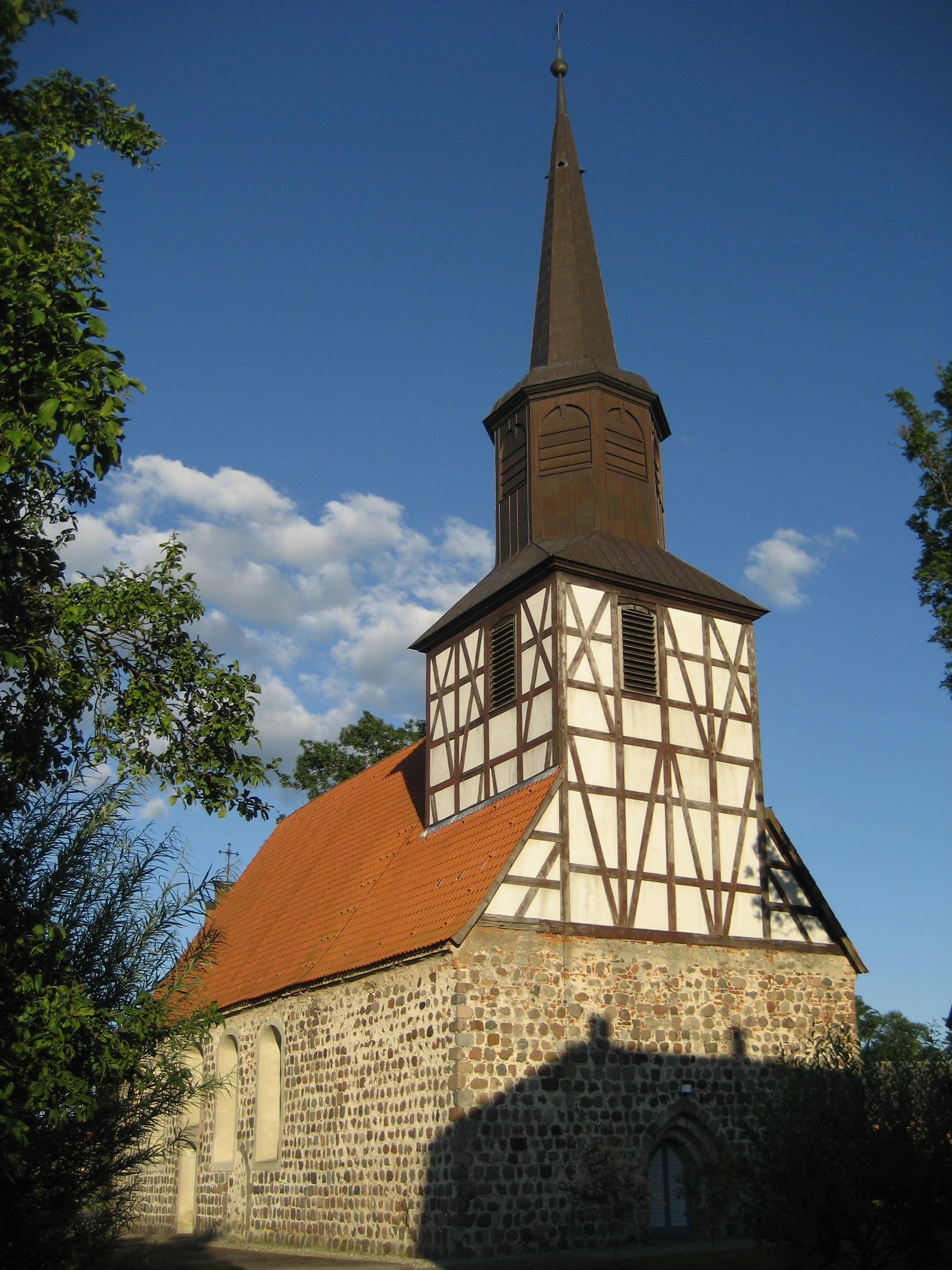
Evangelische Kirche der Gemeinde Rossow

Die Dorfkirche Rossow ist eine Kirche in Rossow, einer Gemeinde im Landkreis Vorpommern-Greifswald im Bundesland Mecklenburg-Vorpommern.

## Kirchengemeinde
Rossow ist eines von elf Kirchdörfern der Dorfkirche Zerrenthin im evangelischen Pfarrsprengel Zerrenthin und gehörte bis 1974 zum Kirchenkreis Brüssow der Kirchenprovinz Mark Brandenburg bzw. der Evangelischen Kirche in Berlin-Brandenburg und anschließend zum Kirchenkreis Pasewalk der Pommerschen Evangelischen Kirche. Seit Mai 2012 ist es Teil der Propstei Pasewalk im Pommerschen Evangelischen Kirchenkreis des Sprengel Mecklenburg und Pommern (Sitz des Sprengel-Bischofs in Greifswald) der Evangelisch-Lutherischen Kirche in Norddeutschland.
Römisch-katholische Kirchenglieder, die in Rossow wohnen, sind in die Pfarrei St. Otto Pasewalk-Strasburg-Viereck integriert, die Teil des Dekanats Vorpommern im Erzbistum Berlin ist.

## Geschichte, Baubeschreibung und Ausstattung

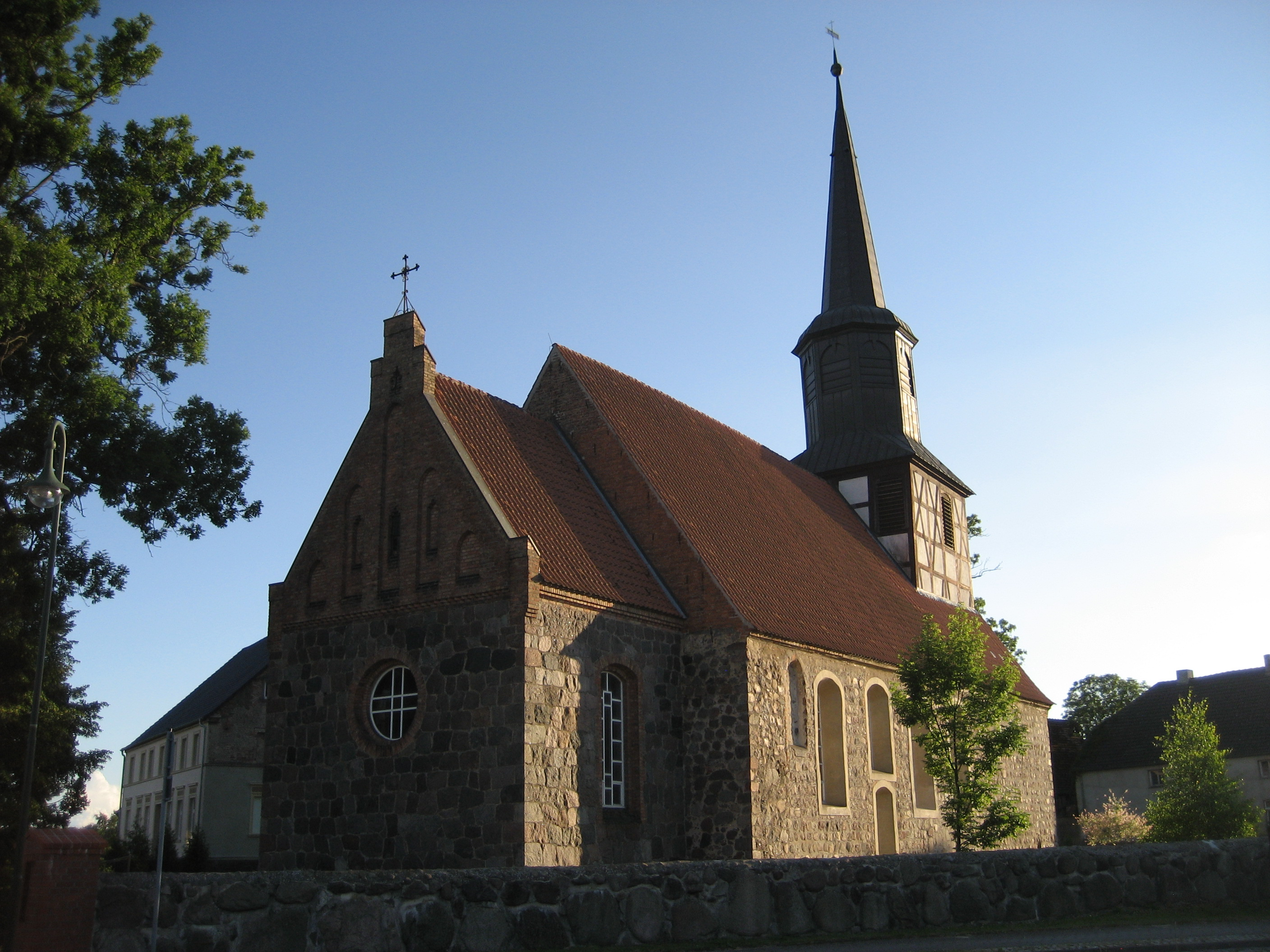
Blick aus Nordosten

Die frühgotische im Lauf der Zeit vielfach veränderte Feldsteinkirche aus dem 13. Jahrhundert wurde aus sauber geschichteten Granitquadern errichtet. Um 1900 wurde an der Ostseite ein eingezogener rechteckiger Chor aus Feldsteinen mit Backsteingiebel angefügt. Über dem schiffsbreiten Kirchturm an der Westseite, mit quadratischem Fachwerkaufsatz aus dem Jahr 1837, erhebt sich ein deutlich kleineres, oktogonales Obergeschoss und ein Spitzhelm. Der Turm, der 1990/91 erneuert und kupfergedeckt wurde, entstand Ende des 13. Jahrhunderts, genauso wie das spitzbogige Stufeneingangsportal an der Westseite. Die Fenster im Kirchenschiff wurden barock verändert und weisen Faschen auf. Einige Spitzbogenfenster in der Südseite wurden vermauert und die ursprünglichen Granitportale im Norden und Süden abgebrochen und zugesetzt. Der Chor hat Zahnschnitt in der Traufzone und gestufte Segmentbogenfenster. Auf dem von einer Feldsteinmauer umgebenen Kirchhof befinden sich zwei Kriegerdenkmale mit den Namen der Opfer beider Weltkriege aus Rossow.
Den Kircheninnenraum überspannt eine hohe Holzbalkendecke mit ornamentalen Bemalungen aus der zweiten Hälfte des 19. Jahrhunderts. Der aus der ersten Hälfte des 18. Jahrhunderts stammende Altaraufsatz ist aufwändig gestaltet und wurde bei der Restaurierung der Kirche 1994 nach vorgefundenen originalen Farbresten farbenprächtig neu bemalt. Zwischen vier korinthischen Säulen befindet sich ein reich verzierter, im 19. Jahrhundert nachträglich eingefügter, Kanzelkorb mit seitlichen Freifiguren. An der Brüstung sind das Abendmahlsrelief und Engelsfiguren angebracht. An der Nordwand des Schiffes befindet sich die ursprüngliche, durch den Kanzelkorb ersetzte, geschnitzte Kreuzigungsgruppe. Im Jahr 1994 wurde eine freistehende Winterkirche aus Glas und Stahl in das Kircheninnere integriert und die Ausstattung erneuert, was dem Kircheninneren aufgrund der nicht mehr vorhandenen Originalbestuhlung ein eher modernes Aussehen verleiht.
Die mit einem Prospekt in Formen der Neurenaissance versehene Orgel wurde 1888 von Barnim Grüneberg aus Stettin erbaut. Die erste der beiden Glocken der Kirche wurde 1925 von Carl Voß aus Stettin gegossen, während die zweite Glocke 1993 von A. Bachert aus Heilbronn gefertigt wurde.